# Гхагхара
Гхагхара (в Китай: Кюнцюехе, в Непал: Карнали, в Индия: Гхагхра и Гогра) (на непалски: कर्णाली; на хинди: घाघरा) е река в Югозападен Китай, Западен Непал и Северна Индия, щата Утар Прадеш, ляв най-голям приток на Ганг. Дълга е 1080 km, а площта на водосборния ѝ басейн е 127 950 km². Река Гхагхара води началото си под името Кютцюехе на 4646 m н.в. от крайната югоизточна част на хребета Заскар (съставна част на Хималаите), на територията на Китай, на 40 km западно от голямото езеро Лангак (Ланга Ца). В района на непалското село Хилса навлиза в Непал и в дълбоко врязана долина проломява Централните Хималаи под името Карнали. При малкото непалско градче Чисапани излиза от планините, навлиза в Индо-Гангската равнина и до устието си тече в югоизточна посока. Влива се отляво в река Ганг, на 49 m н.в., в близост до индийския град Мукрера. Основни притоци: леви – Тила, Бхери (264 km), Кувана, Рапти (над 600 km); десни – Сети (202 km), Сарда (350 km). Подхранването ѝ е смесено, снежно-ледниково и дъждовно, с ясно изразено пролетно-лятно пълноводие. В долното си течение, на индийска територия водите ѝ се използват за напояване и често причинява катастрофални наводнения. Плавателна е до град Файзабад. Долината ѝ в Индия е гъсто населена, като най-голямото селище по течението ѝ е град Файзабад.